# Jean-Marie Leclair
Jean-Marie Leclair zw. l’aîné starszy (ur. 10 maja 1697 w Lyonie, zm. 22 października 1764 w Paryżu) – francuski kompozytor i skrzypek okresu baroku. Uważany za założyciela francuskiej szkoły skrzypiec .

## Życiorys
Urodził się w Lyonie, w wielodzietnej rodzinie właściciela sklepu z pasmanterią i równocześnie muzyka amatora. Był najstarszy z ośmiorga rodzeństwa; trzech jego braci również było muzykami: Jean-Marie Leclair młodszy (1703–77), Pierre Leclair (1709–84) i Jean-Benoît Leclair (ur. 1714, zm. po 1759).
Studiował grę na skrzypcach i taniec. Jako baletmistrz debiutował w operze lyońskiej jeszcze przed ukończeniem 19. roku życia. Występował tak razem z baleriną Marie-Rose Casthagnié, którą poślubił w 1716 (zm. w 1728). W 1722 dołączył do zespołu Teatro Regio w Turynie jako pierwszy tancerz i baletmistrz. Możliwe, że w tym czasie pobierał też prywatne lekcje gry na skrzypcach u Somisa .
Następnie wyjechał do Paryża, gdzie w 1723 zyskał możnego protektora w osobie Josepha Bonniera de la Mosson, jednego z najbogatszych osób w ówczesnej Francji. Już wtedy komponował i przygotowywał do druku pierwszą księgę sonet skrzypcowych, oznaczonych opusem 1 (Premier Livre de Sonates, 1723). Pięć lat później opublikował swoją drugą księgę sonat skrzypcowych (Deuxièmme Livre de Sonate, 1728).
W 1723 zadebiutował publicznie jako skrzypek, biorąc udział w Concert Spirituel. Podczas tych występów wykonywał również własne sonaty i koncerty, które cieszyły się dużym powodzeniem . W 1730 Leclair ożenił się ponownie, z grawerką Louise Roussel, która przygotowywała do druku większość jego utworów .
W 1733 król Francji Ludwik XV mianował go ordinaire de la musique du roi. Leclair odwdzięczył się dedykując królowi swoją trzecią księgę sonat skrzypcowych (Troisièmme Livre de Sonates, 1734), z których sześć w tonacji c-moll stało się jego najbardziej znanymi kompozycjami. W orkiestrze królewskiej Leclair miał okazję współpracować z najlepszymi wówczas francuskimi muzykami, w tym ze swoim przyjacielem Antoine’em Forquerayem oraz z rywalem Jeanem-Pierre’em Guignonem. Leclair pozostawał na tym stanowisku do swojej rezygnacji w 1737, spowodowanej konfliktem z Guignonem w kwestii zarządzania orkiestrą.
Następnie został zaproszony na dwór orański przez księżną Annę Hanowerską, żonę Wilhelma IV Orańskiego (i równocześnie córkę króla Wielkiej Brytanii), znakomitą klawesynistkę, będącą pod muzyczną opieką Händla. Księżna Orańska i Leclair darzyli się dużym szacunkiem; kompozytor zadedykował jej swój opus 9, a księżna odznaczyła go Orderem Lwa Niderlandzkiego. W latach 1738–1743 Leclair corocznie spędzał trzy miesiące na orańskim dworze w Leeuwarden. Po lipcu 1740 na pozostałe dziewięć miesięcy przenosił się do Hagi, gdzie pełnił funkcję maestro di cappella w prywatnej 20-osobowej orkiestrze zamożnego mecenasa sztuki François Du Liz. Po jego bankructwie (w styczniu 1743) Leclair wrócił do Paryża i opublikował swoją czwartą księgę sonet skrzypcowych (Quatrièmme Livre de Sonates, 1743) .
Wkrótce wyjechał do Chambéry, na dwór hiszpańskiego następcy tronu, księcia Filipa I Parmeńskiego, wielkiego miłośnika sztuki, zwłaszcza muzyki. W 1745 Leclair zadedykował mu swój opus 10. obejmujący zbiór sześciu koncertów skrzypcowych, z których większość spotkała się z dużą przychylnością księcia.
4 października 1746, w Operze Paryskiej nazywanej wówczas Królewską Akademią Muzyki, odbyła się premiera jedynej opery Leclaira Scylla et Glaucus. Leclair miał wówczas 50 lat i w dedykacji napisał: Dzisiaj zaczynam nową karierę, co było aluzją do wypowiedzi Rameau, który swoją karierę operową zaczął w wieku 51 lat. Opera Leclaira, stylistycznie pokrewna operom Rameau, została przyjęta z umiarkowanym zainteresowaniem i po 2 miesiącach (18 przedstawieniach) została zdjęta z afisza .
W latach 1748–1751 był kompozytorem i dyrektorem muzycznym prywatnego teatru w Puteaux, należącego do księcia Antoine III de Gramont. Skomponował dla księcia wiele utworów wokalnych i instrumentalnych; większość z nich zaginęło.
Pod koniec życia Leclair stał się mizantropem, stronił od przyjaciół, w 1758 odszedł od żony. Kupił niewielki dom w niebezpiecznej części Paryża, w którym mieszkał samotnie aż do swojej tragicznej śmierci w październiku 1764, kiedy to został śmiertelnie ugodzony nożem. Mimo szczegółowego śledztwa nigdy nie udało się ustalić okoliczności jego śmierci ani ująć zabójcy.

## Dzieła
- opus 1; Premier Livre de Sonates (1723) – 12 sonat skrzypcowych
- opus 2; Deuxièmme Livre de Sonates (1728) – 12 sonat skrzypcowych
- opus 3; Sonates a deux Violons sans Basse (1730) – 6 sonat na 2 skrzypiec
- opus 4; 6 Sonates en trio pour deux violons et b.c. (1731-1733) – 6 sonat triowych na 2 skrzypiec i basso continuo
- opus 5; Troisièmme Livre de Sonates (1734) – 12 sonat skrzypcowych
- opus 6; Première Récréation de musique d'une exécution facile composée pour deux Flûtes ou deux Violons (1736)
- opus 7; 6 concertos a tre Violini, Alto e Basso, per Organo e Violoncello (1737) – 6 koncertów skrzypcowych
- opus 8; Deuxièmme Récréation de musique d'une exécution facile pour composée pour deux Flûtes ou deux Violons (1737)
- opus 9; Quatrièmme Livre de Sonates (1743) – 12 sonat skrzypcowych
- opus 10; 6 concertos a tre Violini, Alto e Basso, per Organo e Violoncello (1745) – 6 koncertów skrzypcowych
- opus 11; Scylla et Glaucus, tragédie en musique (1746) – opera z prologiem w 5 aktach
- opus 12; Second Livre de Sonates a deux Violons sans Basse (1747-1749) – 6 sonat na 2 skrzypiec i basso continuo
- opus 13; 3 Ouvertures et 3 Sonates en trio pour 2 Violons (1753) – 3 uwertury i 3 sonaty triowe na 2 skrzypiec i basso continuo
- opus 14; trio na 2 skrzypiec i basso continuo (1766)[b]
- opus 15; sonata na 2 skrzypiec i basso continuo (1767)[b]
- opera Scylla et Glaucus (1746)